# Caso Comunidad Galletué con Fisco de Chile
El Caso comunidad Galletué con el Fisco de Chile es uno de los fallos de la Corte Suprema de Justicia más icónicos en materia de responsabilidad del Estado, el cual estableció que el Estado debía indemnizar todos los daños lícitos o ilícitos ocasionados por actos de la administración pública y, en este caso, el hecho de decretar la prohibición de talar araucarias de propiedad de la comunidad de copropietarios del predio Galletué, todo en cuanto al decreto 531. La sentencia fue dictada por la Corte Suprema de Chile en el año 1984 y causó debate sobre los límites constitucionales de la propiedad.

## Antecedentes del caso
En el año 1976, se presentó el decreto 531 del Ministerio de Agricultura declarando como monumento nacional a la Araucaria Araucana, debido a que es una especie en peligro de extinción; en consecuencia, se prohibió la tala de estos ejemplares y se estableció que el Estado busca proteger a la especie de la araucaria poniendo medidas de orden público para prohibir que se talaran.
Este decreto generó un problema para la comunidad de copropietarios Galletué que tenía su predio al interior de la cordillera en Lonquimay. La actividad principal de esta forestal era la explotación industrial de la araucaria. La comunidad dijo que la paralización de las faenas provocó un perjuicio por daño patrimonial; por lo que los copropietarios del predio Galletué decidieron demandar al Estado de Chile.

## Historia procesal
El texto de la demanda se argumenta en derecho con el artículo 1437 del Código Civil, del libro cuarto, que habla de las obligaciones en general y los contratos, indicando que el hecho de dictar el decreto generó responsabilidades patrimoniales hacia la comunidad. La sentencia de primera instancia de fecha 11 de diciembre de 1981 acogió las pretensiones de los demandantes. El Consejo de Defensa del Estado presentó un recurso de apelación tras el cual la Corte de Apelaciones confirmó la sentencia de primera instancia a fecha 13 de diciembre de 1982. Posteriormente el presidente del Consejo de Defensa del Estado, presentó un recurso de casación el cual pretendía que se anulara la sentencia de primera instancia y que se dictara una nueva.
Con fecha 7 de agosto de 1984, tras una votación de 3 votos a favor y 2 en contra, la Corte Suprema de Chile obligó a indemnizar a la Comunidad Galletué por parte del Estado Chileno al encontrar que se le estaba vulnerando su derecho de propiedad, amparado en el Artículo 19 N.º 24 de la Constitución Política de la República de Chile.

## Impacto
Este caso sirvió de base a la jurisprudencia en materia de responsabilidad civil del Estado por 20 años y sirvió para nuevas demandas interpuestas contra el Estado chileno como lo fue el caso Agrícola Lolco con el Fisco de Chile en 2004, donde el fallo de la Corte Suprema fue distinto.